# Freiballonverein Augsburg
Der Freiballonverein Augsburg ist der weltweit älteste aktive Luftsportverein. Er betreibt seit 1901 Ballonsport in Augsburg.

## Geschichte

### 1901–1945
Die Gründung des Vereins fand am 30. Mai 1901 unter dem Namen Augsburger Verein für Luftschiffahrt e. V. (A.V.f.L) statt. Der Eintrag in das Vereinsregister erfolgte mit Beschluss des königlichen Amtsgerichtes Augsburg am 12. August 1901 mit 29 Mitgliedern.
Am 1. April 1902 konnte der 1. Vorsitzende August von Parseval bereits 114 Mitglieder verzeichnen; darunter auch August Riedinger, den Gründer der Ballonfabrik Augsburg.
Am 1. Oktober 1937 wurden die Gasballone „Augusta IV“ und „Augusta V“ zugunsten des neugegründeten NSFK enteignet.
Nach der letzten Fahrt des Freiballons „Augusta IV“ am 24. August 1939 kurz vor Ausbruch des Zweiten Weltkrieges ruhte der Fahrtenbetrieb bis zum Jahr 1952. Der Fahrtenleiter und Pilot der letzten Freiballonfahrt Ernst Frank sen. lagerte die Ballone „Augusta IV“ und „Augusta V“ ein und rettete sie so bis 1945.

### Ab 1945
1945 tauschte Ernst Frank sen. die alternden Ballone auf Vermittlung der amerikanischen Militärregierung gegen Werkzeugmaschinen, die er wiederum im Namen des Vereins 1952 verkaufte, um den neuen Freiballon „Augusta VI“ zu finanzieren.

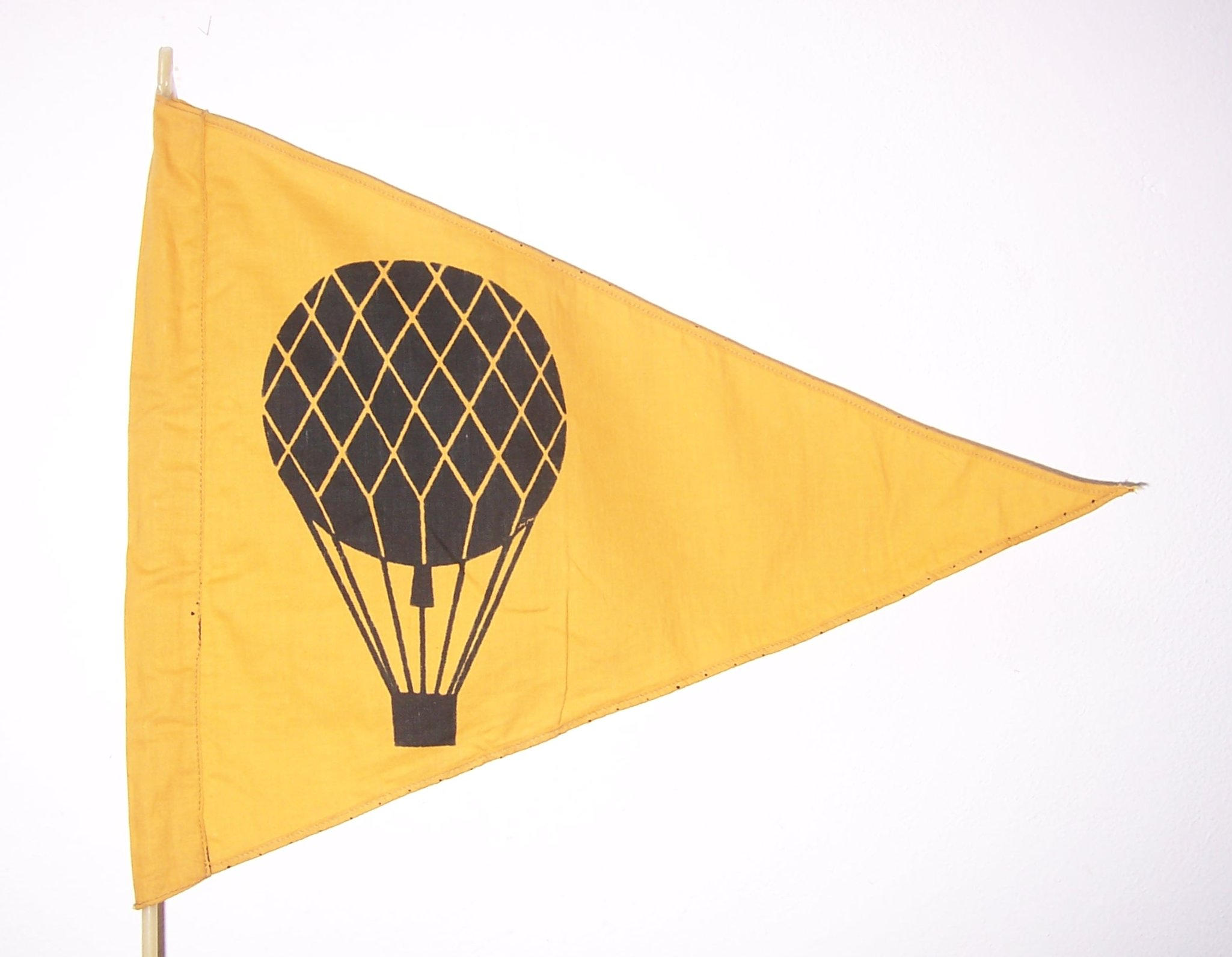
Ballonwimpel

Am 10. September 1952 wurde der Freiballonverein Augsburg e. V. vormals Augsburger Verein für Luftschiffahrt gegr. 1901 in das Vereinsregister eingetragen. Den neuen Freiballon „Augusta VI“ führte seine Tauffahrt am 19. Oktober 1952 vom Rosenaustadion nach Achsheim; Ballonführer war wieder Ernst Frank sen. Die wetterbedingt mehrfach verschobene Ballontaufe stieß auf großes Interesse der Bevölkerung. Im Bayerischen Rundfunk und in den Zeitungen wurde der aktuelle Stand der Vorbereitungen berichtet. Die Augsburger Straßenbahn führte am Sonntagmorgen der geplanten Ballontaufe gelbe „Ballonwimpel“ auf ihren Wagen, um der Bevölkerung so den geplanten Aufstieg des Ballons anzuzeigen.
1965 veranstaltete der Freiballonverein Augsburg die 10.Nationale Ballonwettfahrt mit 25 Gasballonen – so viele Gasballone gab es seit dem Ende des Krieges in der Bundesrepublik nicht mehr bei einem Start. Dabei wurden 30.000 Kubikmeter Gas verbraucht. Der Augsburger Verein selbst stellte acht Ballone im Starterfeld.
Im Jahr 1976 wurde die 1. Gasballon-Weltmeisterschaft ausgetragen und 1984 der erste Heißluftballon für den Verein beschafft.

### Vorsitzende des FVA seit 1952
- Ernst Frank sen. 1952–1956
- Hans Edgar Martini 1956–1958
- Horst Haßold 1958–1969
- Rudolf Schmidt 1969–1973
- Robert Bader 1973–1979
- Karl Rubner 1979–1987
- Horst Haßold 1987–1991
- Horst Braunwalder 1991–1999
- Ulf Weisser 1999–2005
- Wulf Bergner 2005–2011
- Rainer Haßold 2011–2019
- Johannes Dolpp seit 2019

## Mitglieder, Passagiere und Fahrten
Der Schriftsteller, Kabarettist und Maler Joachim Ringelnatz nahm am 10. Juni 1928 an einer Wettfahrt mit Autoverfolgung als Gast teil. Daraus entstand sein Gedicht Freiballonfahrt mit Autoverfolgung.
Am 27. Mai 1931 erreichte der Schweizer Professor Auguste Piccard nach dem Start bei Augsburg mit einem Stratosphären-Ballon 15.785 m. Mit an Bord war sein Assistent, der Ingenieur Paul Kipfer. Die Fahrt endete nach 17 Stunden auf dem Hochgurgler Gletscher im Tiroler Ötztal.
Joseph William Kittinger, der mehrere Luftfahrt-Weltrekorde aufgestellt hat, ist Mitglied des FVA. Er hält folgende Weltrekorde, die bis heute nicht übertroffen wurden: Höchste Ballonfahrt mit offener Gondel, höchste Geschwindigkeit eines Menschen ohne besondere Schutzhülle, längster freier Fall und längster Fallschirmsprung.